# St. Joseph (Wall)

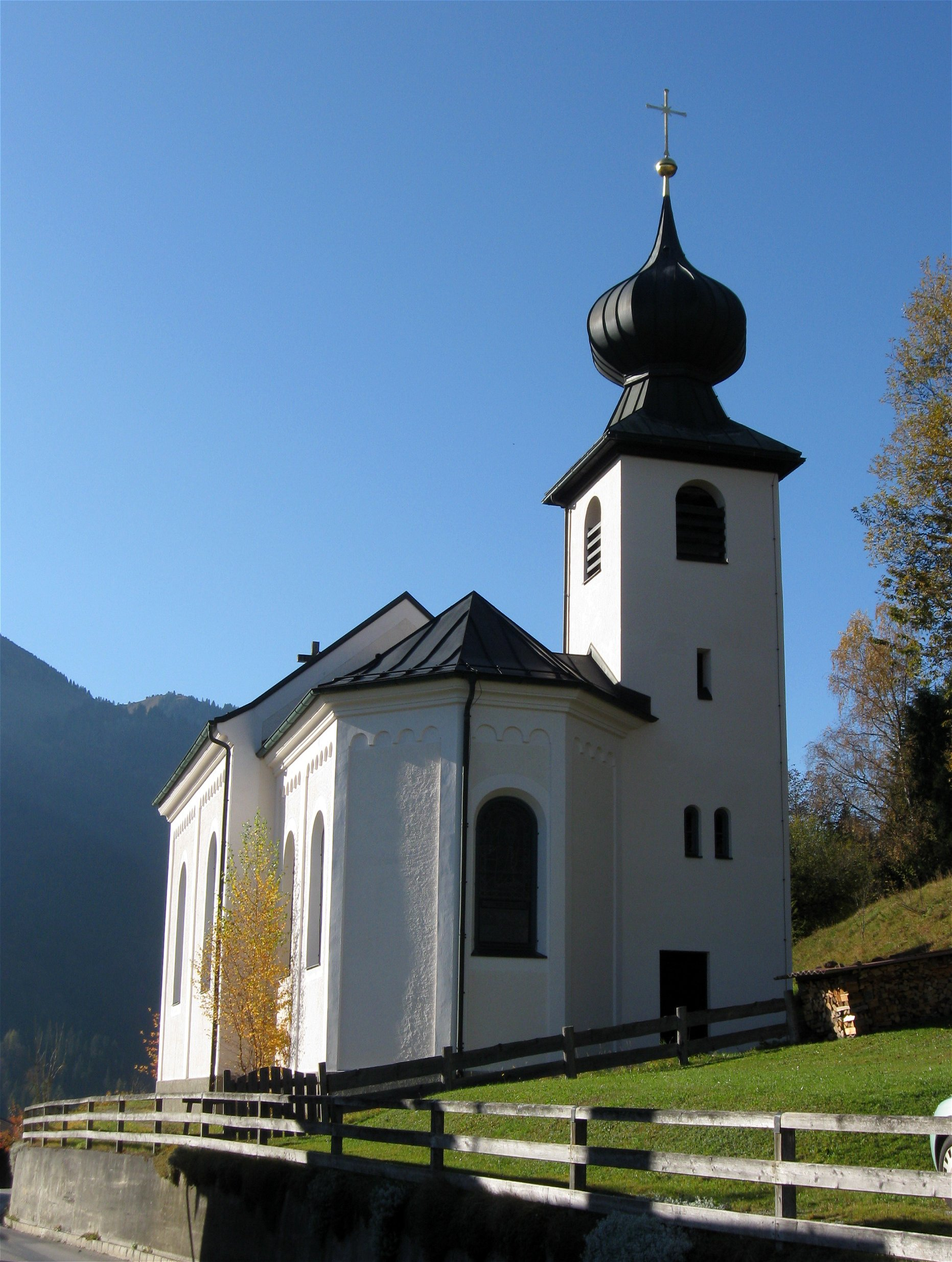
St. Joseph in Wall

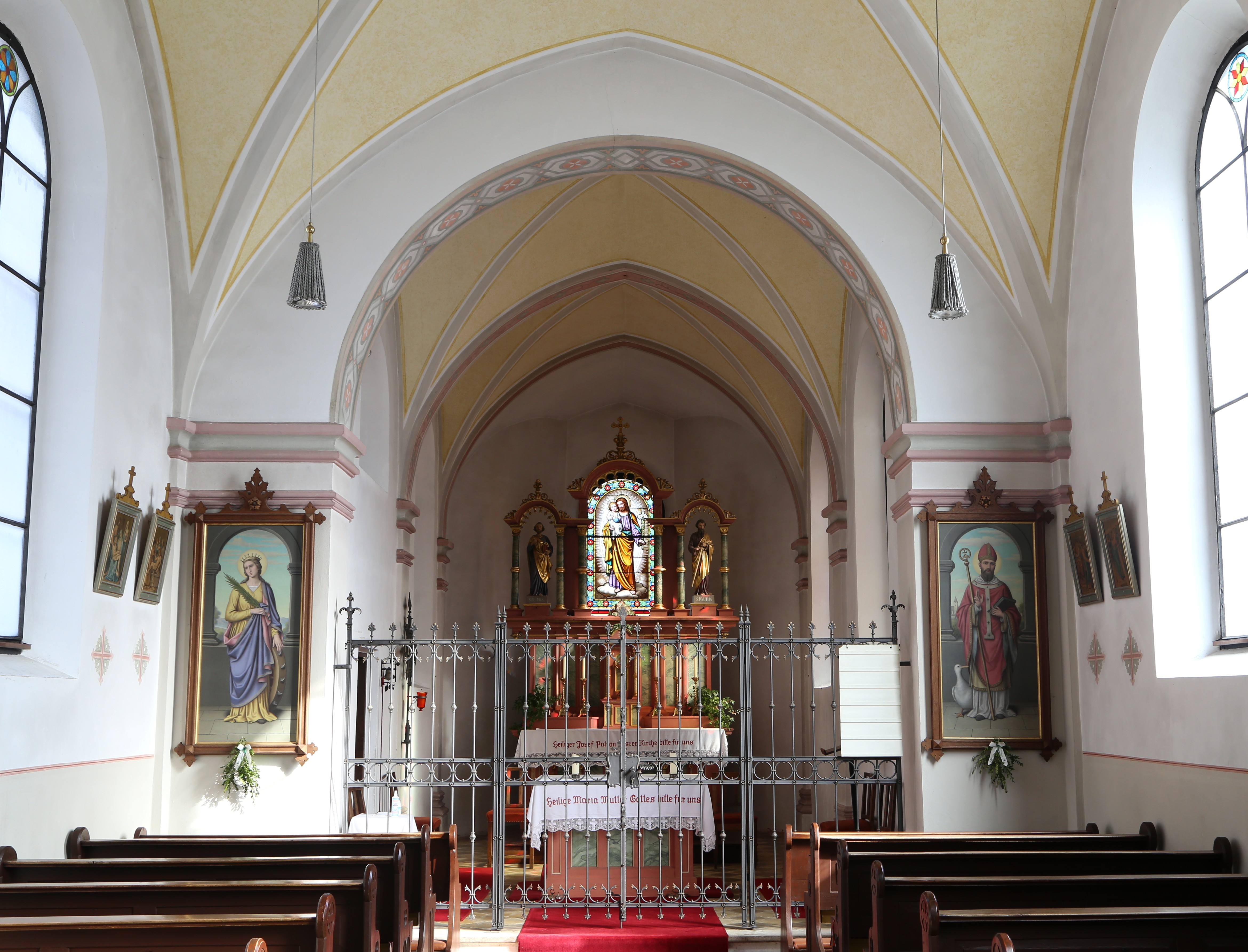
Innenraum

Die römisch-katholische Filialkirche St. Joseph steht im Gemeindeteil Wall von Oberaudorf im oberbayerischen Landkreis Rosenheim. Sie ist in der Liste der Baudenkmäler in Oberaudorf unter der Nr. D-1-87-157-78 eingetragen. Die Kirche gehört zum Dekanat Rosenheim im Erzbistum München und Freising.

## Beschreibung
Die neoromanische Saalkirche wurde 1889 erbaut. Sie besteht aus dem Langhaus zu zwei Jochen, dem eingezogenen, dreiseitig geschlossenen Chor zu zwei Jochen im Osten und dem 1954 ergänzten Chorflankenturm mit abschließender Zwiebelhaube an der Nordwand des Chors. Die Kirchenausstattung stammt aus der Erbauungszeit. 

## Orgel

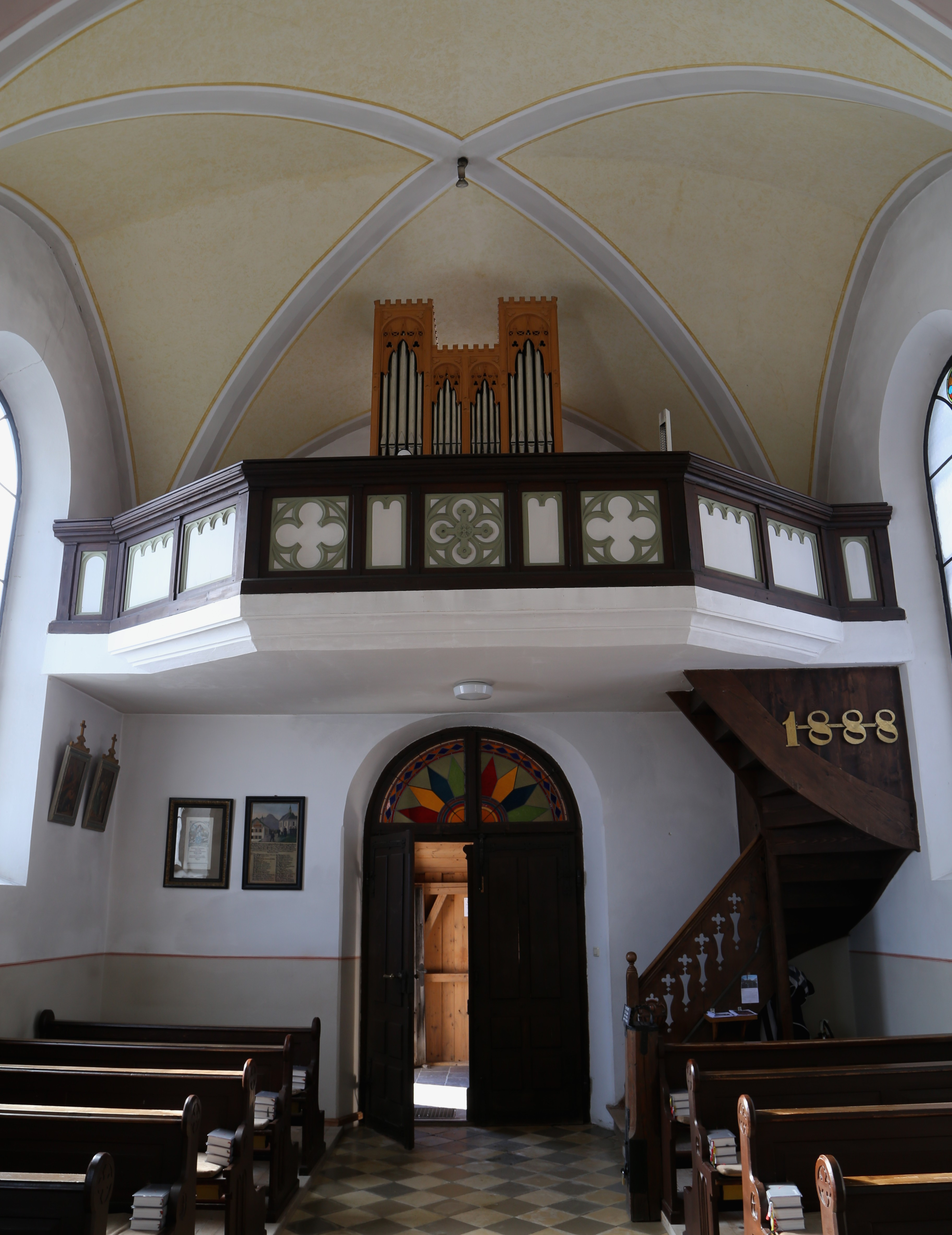
Orgel

Die Orgel mit sieben klingenden Registern, verteilt auf zwei Manuale und Pedal, wurde 1990 von Anton Staller gebaut. Die Disposition des rein mechanischen Schleifladen-Instruments lautet:
| I Hauptwerk |       |
| Rohrflöte   | 8′    |
| Prinzipal   | 4′    |
| Blockflöte  | 2′    |
| Quinte      | 1 ⁄3′ |
| Mixtur III  |       |

| II Hinterwerk |    |
| Holzgedeckt   | 8′ |
| Gedecktflöte  | 4′ |

| Pedal  |     |
| Subbaß | 16′ |

- Koppel: Man/P